# Oostenrijks voetbalkampioenschap 1941/42
1941/42 was het 31ste seizoen in de Oostenrijkse voetbalcompetitie. Sinds de Anschluss hoorde de Oostenrijkse competitie tot de Duitse Gauliga, de kampioen mocht deelnemen aan de eindronde om de Duitse titel.

## Gauliga Ostmark
Vienna werd voor de eerste keer kampioen van de Gauliga en haalde de derde Oostenrijkse titel binnen. Het seizoen startte met tien clubs maar in februari 1942 trok Sturm Graz zich terug met zes punten uit elf wedstrijden. De gespeelde wedstrijden werden geannuleerd en de club mocht zelfs het volgende seizoen opnieuw deelnemen aan de Gauliga.
| Pl. | Club                 | Wed | W  | G | V  | DS    | Ptn |
| --- | -------------------- | --- | -- | - | -- | ----- | --- |
| 1.  | First Vienna FC 1894 | 16  | 11 | 3 | 2  | 51-26 | 25  |
| 2.  | FC Wien              | 16  | 8  | 5 | 3  | 45-23 | 21  |
| 3.  | SK Rapid Wien        | 16  | 8  | 3 | 5  | 39-30 | 19  |
| 4.  | FK Austria Wien      | 16  | 5  | 7 | 4  | 34-25 | 17  |
| 5.  | Floridsdorfer AC     | 16  | 7  | 3 | 6  | 39-50 | 17  |
| 6.  | SC Wacker Wien       | 16  | 7  | 2 | 7  | 42-39 | 16  |
| 7.  | Wiener Sport-Club    | 16  | 6  | 3 | 7  | 43-38 | 15  |
| 8.  | SK Admira Wien       | 16  | 5  | 3 | 8  | 43-40 | 13  |
| 9.  | Post SV Wien         | 16  | 0  | 1 | 15 | 10-75 | 1   |

Promovendi
- SG Reichsbahn Wien
- Wiener AC

### Eindronde om het Duitse kampioenschap
Vienna schopte het tot in de finale waarin het uiteindelijk van Schalke 04 verloor.
| Kwalificatieronde | LSV Olmütz - First Vienna FC           | 0:1 (0:0) |
| 1/8 finale        | First Vienna FC - Germania Königshütte | 1:0 (1:0) |
| 1/4 finale        | First Vienna FC - Planitzer SC         | 3:2 (0:0) |
| 1/2 finale        | Blau-Weiß 90 Berlin - First Vienna FC  | 2:3 (0:2) |
| Finale            | FC Schalke 04 - First Vienna FC        | 2:0 (2:0) |

## Tweede klasse
Er was geen eenvormige tweede klasse. Beide kampioenen van de 1. Wiener Klasse en de kampioen van de Landesklasse Niederdonau speelden in een eindronde om twee promotietickets. Voor de eindronde fusioneerden Reichsbahn I en Reichsbahn IV tot ééin club.

### Eindronde
| Pl. | Club                          | Wed | W | G | V | DS   | Ptn |
| --- | ----------------------------- | --- | - | - | - | ---- | --- |
| 1.  | Wiener AC (Wien B)            | 1   | 1 | 0 | 0 | 3- 0 | 3   |
| 2.  | SG Reichsbahn Wien (Wien A)   | 1   | 1 | 0 | 0 | 4- 1 | 3   |
| 3.  | LSV Markersdorf (Niederdonau) | 2   | 0 | 0 | 2 | 1- 7 | 0   |

### 1. Klasse Wien A
| Pl. | Club                    | Wed | W  | G | V | DS    | Ptn |    |
| --- | ----------------------- | --- | -- | - | - | ----- | --- | -- |
| 1.  | Reichsbahn I Wien       | 16  | 10 | 3 | 3 | 52-25 |     | 23 |
| 2.  | 1. FFC Vorwärts 06 Wien | 16  | 9  | 3 | 4 | 38-19 |     | 21 |
| 3.  | SC Helfort Wien         | 16  | 5  | 7 | 4 | 39-45 |     | 17 |
| 4.  | Favoritner AC           | 16  | 6  | 4 | 6 | 25-27 |     | 16 |
| 5.  | Wiener AC Sparta        | 16  | 5  | 6 | 5 | 28-24 |     | 16 |
| 6.  | Post-Libertas           | 16  | 3  | 9 | 6 | 33-35 |     | 13 |
| 7.  | ASK Liesing             | 16  | 4  | 5 | 7 | 24-40 |     | 13 |
| 8.  | SC Rapid Oberlaa        | 16  | 6  | 1 | 9 | 32-37 |     | 13 |
| 9.  | Germania Baumgarten     | 16  | 4  | 4 | 8 | 27-46 |     | 12 |

Wiener AC Sparta is de naam die SK Slovan Wien gebruikte in de jaren waarin Oostenrijk deel uitmaakte van het Derde Rijk.

### 1. Klasse Wien B
| Pl. | Club                     | Wed | W  | G | V | DS    | Ptn |
| --- | ------------------------ | --- | -- | - | - | ----- | --- |
| 1.  | Wiener AC                | 14  | 11 | 2 | 1 | 42-17 | 24  |
| 2.  | Reichsbahn IV            | 14  | 11 | 0 | 3 | 34-18 | 22  |
| 3.  | 1. Simmeringer SC        | 14  | 5  | 3 | 6 | 26-30 | 13  |
| 4.  | SG Ordnungspolizei       | 14  | 5  | 2 | 7 | 26-26 | 12  |
| 5.  | SC Austria Donauarbeiter | 14  | 5  | 2 | 7 | 31-34 | 12  |
| 6.  | SV Eis Wien              | 14  | 4  | 3 | 7 | 22-27 | 11  |
| 7.  | Amateure 30 Wien         | 14  | 3  | 4 | 7 | 22-31 | 10  |
| 8.  | Landstraßer AC           | 14  | 3  | 2 | 9 | 20-40 | 8   |

### Oberdonauer 1. Klasse
| Pl. | Club                            | Wed | W  | G | V  | DS     | Ptn |
| --- | ------------------------------- | --- | -- | - | -- | ------ | --- |
| 1.  | NSTG Budweis (České Budějovice) | 22  | 19 | 0 | 3  | 91-25  | 38  |
| 2.  | SK Amateure Steyr               | 22  | 16 | 1 | 5  | 82-40  | 33  |
| 3.  | LSV Linz                        | 22  | 15 | 1 | 6  | 97-34  | 31  |
| 4.  | SK Vorwärts Steyr               | 22  | 13 | 3 | 6  | 64-44  | 9   |
| 5.  | LSV Adlerhorst Wels             | 22  | 12 | 0 | 10 | 80-57  | 24  |
| 6.  | Reichsbahn SG Linz              | 22  | 8  | 5 | 9  | 47-65  | 21  |
| 7.  | Linzer ASK                      | 22  | 9  | 2 | 11 | 53-52  | 20  |
| 8.  | SC Hertha Wels                  | 22  | 7  | 2 | 13 | 47-57  | 16  |
| 9.  | Welser SC 1912                  | 22  | 7  | 2 | 13 | 38-69  | 16  |
| 10. | SV Urfahr Linz                  | 22  | 7  | 1 | 14 | 38-71  | 15  |
| 11. | SK Germania Linz                | 22  | 4  | 1 | 17 | 36-88  | 9   |
| 12. | SK Admira Linz                  | 22  | 3  | 0 | 19 | 36-107 | 6   |

### Salzburger 1. Klasse
| Pl. | Club                          | Wed | W | G | V | DS    | Ptn |
| --- | ----------------------------- | --- | - | - | - | ----- | --- |
| 1.  | Salzburger AK 1914            | 8   | 8 | 0 | 0 | 48-11 | 16  |
| 2.  | SV Austria Salzburg           | 8   | 4 | 1 | 3 | 40-17 | 9   |
| 3.  | SS-Sportgemeinschaft Salzburg | 8   | 4 | 1 | 3 | 21-27 | 9   |
| 4.  | 1. Salzburger SK 1919         | 8   | 3 | 0 | 5 | 18-26 | 6   |
| 5.  | Reichsbahn Salzburg           | 8   | 0 | 0 | 8 | 7-55  | 0   |

### Niederdonau
Informatie over een mogelijk kampioenschap is niet bekend, enkel de uitslagen van de halve finale en finale. De kampioen LSV Markersdorf nam deel aan de eindronde om te promoveren.
| Halve finale | LSV Markersdorf - MSV Brünn (Brno)        | 2:1 |
|              | 1. Wiener Neustädter SC                   | -   |
| Finale       | LSV Markersdorf - 1. Wiener Neustädter SC | 5:3 |

### Steiermark
Van het kampioenschap in Steiermark is enkel de kampioen Kapfenberger SC bekend.

### Bezirksklasse Lindau-Vorarlberg
De Bezirksklasse besloeg alle teams uit Vorarlberg en ook VfL Lindau. Het kampioenschap werd in het voorjaar van 1942 afgebroken omdat alle clubs zich terugtrokken. FC Lustenau 07 stond op dit moment op de eerste plaats.
1911/12 · 1912/13 · 1913/14 · 1914/15 · 1915/16 · 1916/17 · 1917/18 · 1918/19 · 1919/20 · 1920/21 · 1921/22 · 1922/23 · 1923/24 · 1924/25 · 1925/26 · 1926/27 · 1927/28 · 1928/29 · 1929/30 · 1930/31 · 1931/32 · 1932/33 · 1933/34 · 1934/35 · 1935/36 · 1936/37 · 1937/38 · 1938/39 · 1939/40 · 1940/41 · 1941/42 · 1942/43 · 1943/44 · 1944/45 · 1945/46 · 1946/47 · 1947/48 · 1948/49 · 1949/50 · 1950/51 · 1951/52 · 1952/53 · 1953/54 · 1954/55 · 1955/56 · 1956/57 · 1957/58 · 1958/59 · 1959/60 · 1960/61 · 1961/62 · 1962/63 · 1963/64 · 1964/65 · 1965/66 · 1966/67 · 1967/68 · 1968/69 · 1969/70 · 1970/71 · 1971/72 · 1972/73 · 1973/74 · 1974/75 · 1975/76 · 1976/77 · 1977/78 · 1978/79 · 1979/70 · 1980/81 · 1981/82 · 1982/83 · 1983/84 · 1984/85 · 1985/86 · 1986/87 · 1987/88 · 1988/89 · 1989/90 · 1990/91 · 1991/92 · 1992/93 · 1993/94 · 1994/95 · 1995/96 · 1996/97 · 1997/98 · 1998/99 · 1999/00 · 2000/01 · 2001/02 · 2002/03 · 2003/04 · 2004/05 · 2005/06 · 2006/07 · 2007/08 · 2008/09 · 2009/10 · 2010/11 · 2011/12 · 2012/13 · 2013/14 · 2014/15 · 2015/16 · 2016/17 · 2017/18 · 2018/19 · 2019/20 · 2020/21 · 2021/22 · 2022/23